# Dinera alticola
Dinera alticola là một loài ruồi trong họ Tachinidae.